# Woman (filme de 1918)
Woman é um filme mudo do gênero drama produzido nos Estados Unidos, dirigido por Maurice Tourneur e lançado em 1918. Cópias deste filme são mantidos na Cineteca Del Friuli, Germona, do Museu de Arte Moderna de Nova Iorque, e na Gosfilmofond da Rússia, em Moscou.